# إعصار زافير
إعصار زافير ويُعرف أيضًا باسم فيضان بحر الشمال أو المد البحري لعام 2013 كان عاصفة شتوية ضربت شمال أوروبا في عام 2013. كانت الأرصاد الجوية قد توقعت هبوب رياح بقوة 12 وتساقط ثلوج كثيفة على طول مسار العاصفة، وحذرت من خطر كبير لحدوث فيضانات ساحلية على طول سواحل بحر الشمال وجزيرة أيرلندا.
تشكلت عاصفة زافيير جنوب جرينلاند في 4 ديسمبر (كانون الأول) 2013، وازدادت قوتها بشكل كبير مع تحركها شرقًا لتمر شمال اسكتلندا في 5 ديسمبر (كانون الأول) 2013. وعلى مدار الأيام القليلة التالية، تحركت عاصفة زافير صوب الأجزاء الجنوبية من النرويج والسويد، وتكثفت أكثر، لتصل إلى أدنى ضغط لها فوق بحر البلطيق.